# گئورگی کاندلاکی
گئورگی کاندلاکی (گرجی: გიორგი კანდელაკი؛ زادهٔ ۱۰ آوریل ۱۹۷۴) بوکسور اهل گرجستان بود.